# Feeling B
Pour les articles homonymes, voir Feeling (homonymie) et B.
Feeling B est un groupe de punk rock allemand, originaire de Berlin. Il est l'un des premiers groupes de punk rock de République démocratique allemande (l'Allemagne de l'Est) qui a commencé dans une scène punk underground.

## Biographie
Feeling B est formé en 1983 à l'origine sous le nom de Feeling Berlin. Ils changeront de nom pour Feeling B. Le groupe se composait de Paul Landers (guitare), de « Flake » Lorenz (claviers) - à ce moment âgé de 18 et 16 ans, respectivement - et d'Aljoscha Rompe (chant). Le premier concert public du groupe est donné le 14 mai 1983 dans la ville de Teltow. Feeling B accompagnera le groupe de blues rock Freygang
Au début de l'été 1989, Feeling B publie son propre album intitulé Hea Hoa Hoa Hea Hea Hoa au label Amiga Records. Selon, Wolf-Dietrich Fruck, rédacteur en chef, le groupe aurait passé 24 jours et 128 heures en studio.
Quelque temps après, la popularité de Feeling B s'accroit énormément et, à la fin de la République démocratique allemande, devient l'un des groupes est-allemands les plus respectés et influents malgré leur statut underground. Les concerts de Feeling B étaient improvisés. Le présentateur suisse Aljoscha Rompe, vivant à Berlin-Est, fournit les chants au groupe, supportant des hymnes de punk. Son claviériste d'accompagnement et guitariste, alors universellement mentionné comme « Flake » et « Paulchen », ont depuis trouvé la gloire comme le claviériste Christian « Flake » Lorenz et le guitariste Paul H. Landers de Rammstein et Michael Robert Rhein d'In Extremo. Le chanteur de Rammstein, Till Lindemann, a aussi collaboré une fois avec Feeling B pour la chanson Lied Von Der Unruhevollen Jugend, dont il est crédité sur l'album Hea Hoa Hoa Hea Hea Hoa. Rammstein jouera deux fois cette chanson en direct à Saint-Pétersbourg et à Moscou en 2001, pendant la tournée de Mutter.
Le groupe disparait au milieu des années 1990. Aux occasions spéciales, les membres du groupe se réunissaient pour des concerts individuels aux festivals de punk, jusqu'au jour où Aljoscha Rompe meurt, en novembre 2000. Un livre sur Feeling B est disponible. Finalement, Flake redécouvre les bandes d'enregistrements non sorties vieilles et partielles. Ce matériel est remixé et certaines des chansons déjà connues sont sorties sur un nouvel album intitulé Grün und Blau en 2007.

## Membres

### Derniers membres
- Aljoscha Rompe - chant
- Christian « Flake » Lorenz - claviers
- Paul Landers - guitare électrique
- Alexandre Kriening - tambours, percussions
- Christoph Zimmermann - guitare, basse

### Anciens membres
- Christoph « Doom » Schneider - tambours (1990-1993)

## Discographie
- 1989 : Hea Hoa Hoa Hea Hea Hoa
- 1991 : Wir kriegen euch alle
- 1993 : Die Maske des Roten Todes
- 2007 : Grün und Blau